# Romana (album)
Romana è il primo album in studio del gruppo musicale italiano BandaJorona, pubblicato nel 2004 dalla GodaGoda Records.

## Descrizione
Questo primo disco del gruppo raccoglie una selezione di brani che nasce da una ricerca sulle storie d’amore, carcere e coltello, tipiche dello spirito sanguigno e romantico della città di Roma, ma attingendo anche dalla testimonianza sulla musica laziale dell’artista e ricercatrice Graziella Di Prospero, oltre che la forza espressiva di Gabriella Ferri.

## Tracce

### CD
1. Accusato a tradimento – 3:39
2. Alla Lungara – 4:54 (Lanfranco Giansanti)
3. Tanto pe' cantà – 3:49 (testo: Alberto Simeoni – musica: Ettore Petrolini)
4. La stringa – 2:54
5. Er bove Rosello – 3:29
6. Er barcarolo – 3:52 (Romolo Balzani e Pio Pizzicaria)
7. O lima sorda – 2:30
8. Sempre – 3:50 (testo: Mario Castellacci – musica: Franco Pisano; edizioni musicali RCA_Italiana)
9. La pizza calla calla – 4:26
10. A tocchi, a tocchi – 4:15
11. Sante Caserio – 4:46 (testo: Pietro Cini)

## Formazione

### Gruppo
- Bianca Giovannini – voce
- Davide Baldi – fisarmonica
- Stefano Corradi – clarinetto (1, 7, 9), clarinetto basso (3, 8)
- Giuliano Verganti – contrabbasso (1, 5, 6, 7, 10, 11)

### Altri musicisti
- Armando Illario – fisarmonica, cori (9)

### Produzione
- Franco Parravicini – registrazione
- Luca De Marinis – missaggio
- Tala Recording Studio di Riccardo Luppi – studio di registrazione
- BandaJorona – produzione artistica